# Erta
Erta är en kulle i Antarktis. Den ligger i Östantarktis. Norge gör anspråk på området. Toppen på Erta är 1 040 meter över havet.
Terrängen runt Erta är huvudsakligen platt. Trakten är obefolkad. Det finns inga samhällen i närheten.